# 英戈爾斯鎮區 (北卡羅萊納州埃弗里縣)
英戈爾斯鎮區（英語：Ingalls Township）是位於美國北卡羅萊納州埃弗里縣的一個鎮區。

## 地方資料
英戈爾斯鎮區的面積為54.46平方千米，皆為陸地。根據2020年美國人口普查的數據，當地共有人口2872人，而人口密度為每平方千米52.74人。